# Isophya nervosa
Isophya nervosa är en insektsart som beskrevs av Willy Adolf Theodor Ramme 1931. Isophya nervosa ingår i släktet Isophya och familjen vårtbitare. Inga underarter finns listade i Catalogue of Life.